# Chōkai Seiji
Chōkai Seiji (japanisch 鳥海 青児; geb. 4. März 1902 in Hiratsuka (Präfektur Kanagawa); gest. 11. Juni 1972; eigentlicher Vorname: Masao (正夫)) war ein japanischer Maler der Shōwa-Zeit im Yōga-Stil.

## Leben und Werk
Chōkai besuchte die Mittelschule von Fujisawa. Dann studierte er an der Fakultät für Wirtschaft der Kansai-Universität, an der er 1926 seinen Abschluss machte. Bereits während er studierte, reichte er das Bild „Zeichnung eines westlichen Mädchens“ (洋女を配するの図, Yōjo o haisuru no zu) bei der Ausstellung der Künstlergruppe Shun’yō-kai (春陽会) ein, das angenommen wurde. Im selben Jahr gründete er zusammen mit Migishi Kōtarō (三岸好太郎; 1903–1934) die Künstlergruppe „Rokujin-sha“.
Weiter lernte er Yorozu Tetsugorō und Kishida Ryūsei kennen, wobei er vom Letzteren beeinflusst wurde. 1928 gewann er auf der Shun’yō-Ausstellung einen Preis für sein Bild „Fluss ohne Wasser“ (水無き川, Mizunaki-kawa). 1930 reiste Chōkai über Moskau nach Europa, wo er sich drei Jahre lang aufhielt. Von dort aus besuchte er auch Algerien und Marokko.
Nach seiner Rückkehr nach Japan begann Chōkai mit seinem „Stierkampf“ (闘牛, Tōgyū), einer Serie von Bildern von terrassenförmigen Anlagen von Feldern, gemalt in einem, in dunklen Farben gehaltenen, ruhigen Stil. Außerdem schuf er eine Reihe von Bildern auf Grund seiner Reise 1939 durch China. Im selben Jahr begann er sich für die klassische japanische Kunst zu interessieren und sammelte alles, von Ukiyo-e bis zur buddhistischen Kunst. 1943 verließ er die Shun’yō-kai und schloss sich er „Vereinigung unabhängiger Künstler“ (独立美術協会, Dokuritsu bijutsu kyōkai) an.
Nach dem Ende des Pazifik-Kriegs entwickelte Chōkai seinen Stil weiter, wie seine Mamiana-Szene zeigt, eine Serie von Landschaften, eine Serie von Kürbissen und seien Arbeiten über Ägypten. 1956 wurde er mit einem Preis des Kultusministeriums ausgezeichnet, 1958 erhielt er auf der Ausstellung Gendai Nihon bijutsu-ten (現代日本美術展) für sein Bild „Pikador“ (ピカドール, Pikadōru; 1958) die höchste Auszeichnung, 1959 gewann er den Mainichi-Preis für Schöne Künste.
Zu seinen repräsentativen Werken gehört neben dem erwähnten „Pikador“ das Bild „Mann, die Jalousie herablassend“ (ブラインドを降ろす男, Buraindo o orosu otoko; 1960). Eine größere Sammlung seiner Werke befindet sich Kunstmuseum Hiratsuka (平塚市美術館, Hiratsuka-shi bijutsukan).